# Łazy Kostkowskie
Łazy Kostkowskie – część miasta Jarosławia, w południowo-wschodniej Polsce, położona w województwie podkarpackim, w powiecie jarosławskim, nad Sanem i graniczy z Kostkowem i Pełkiniami.
Dzielnica jest siedzibą rzymskokatolickiej parafii pw. Najświętszego Serca Pana Jezusa. 
W 1921 roku było 23 domy.

## Kościół
W 1983 roku zbudowano drewnianą kaplicę, a w 1985 roku została erygowana parafia pw. Najświętszego Serca Pana Jezusa. W latach 1988–1989 zbudowano murowany kościół, który został poświęcony 5 listopada 1989 roku, a konsekrowany 5 listopada 2019 roku. Do parafii należy kościół filialny pw. Dobrego Pasterza w Kostkowie.

## Oświata
W 1910 roku w Łazach Kostkowskich została utworzona szkoła eksponowana, z nauką w domach prywatnych, która organizacyjnie przynależała do Szkoły im. Staszica na przedmieściu dolnoleżajskim. W 1946 roku ukończono budowę drewnianej szkoły, która była 7-letnia. W  1967 roku oddano do użytku murowany budynek szkolny. W latach 1998–1999 dokonano rozbudowy szkoły z salą gimnastyczną. 10 października 2000 roku odbyło się poświęcenie szkoły. 10 czerwca 2011 roku poświęcono sztandar szkoły im. Tadeusza Kościuszki. 

## Ulice
- Łazy Kostkowskie
- Kamienna
- Kolaniki
- Lipowa
- Piaskowa
- Żwirowa

## Osoby związane z miejscowością
- Jerzy Matusz – burmistrz Jarosławia.